# Puente Regla
Puente Regla är en ort i Mexiko.   Den ligger i kommunen Tuzantán och delstaten Chiapas, i den sydöstra delen av landet, 900 km sydost om huvudstaden Mexico City. Puente Regla ligger 65 meter över havet och antalet invånare är 146.
Terrängen runt Puente Regla är kuperad åt nordost, men åt sydväst är den platt. Runt Puente Regla är det ganska tätbefolkat, med 207 invånare per kvadratkilometer. Närmaste större samhälle är Huixtla, 8,9 km nordväst om Puente Regla. I omgivningarna runt Puente Regla växer i huvudsak städsegrön lövskog.